# Homotherium latidens

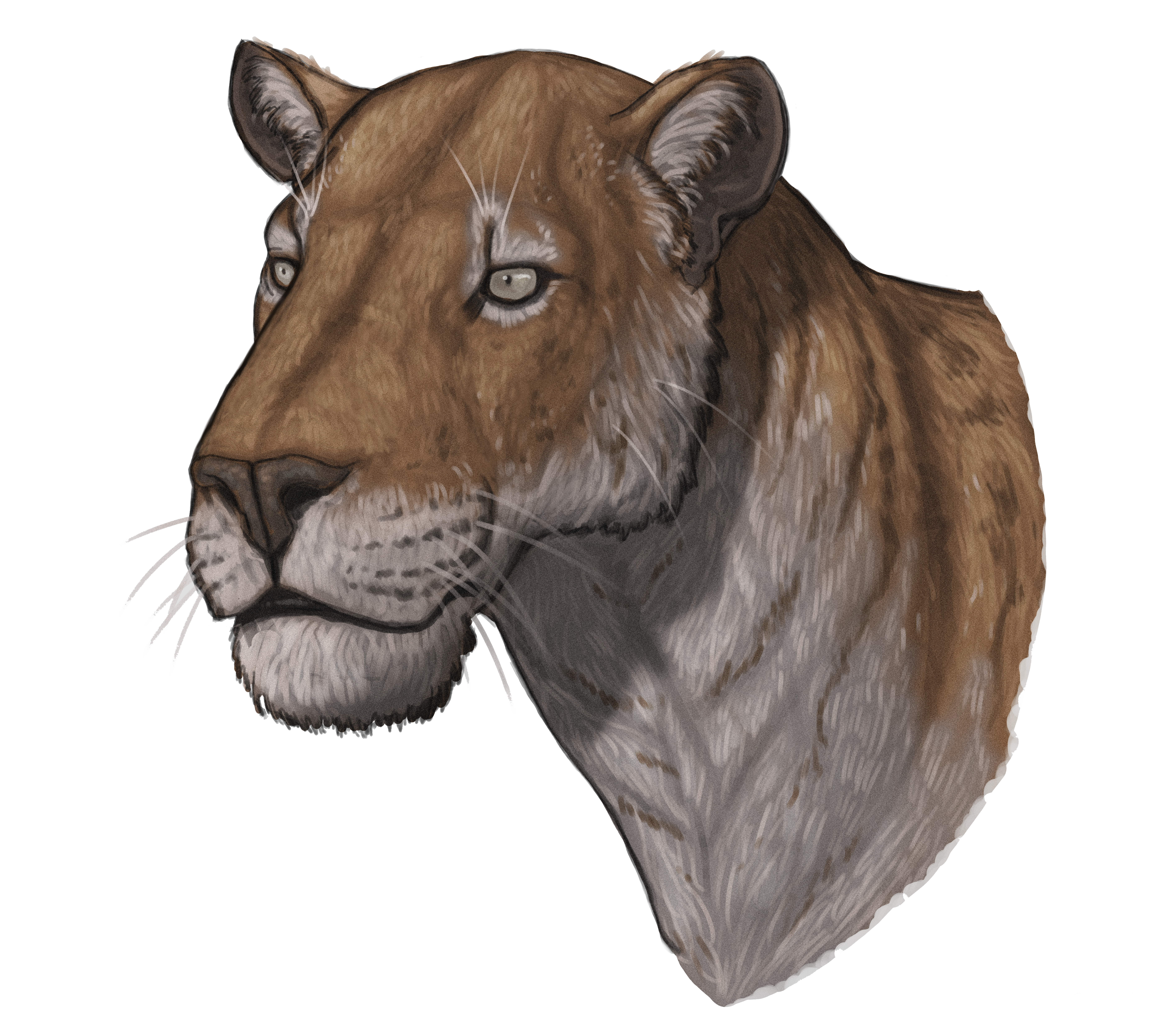
Aspecto aproximado de Homotherium latidens

Homotherium latidens es un félido macairodontino extinto perteneciente al género Homotherium que habitó en Europa en el Pleistoceno. Es uno de los más comunes y mejor conocidos felinos de dientes de sable, gracias a los abundantes restos fósiles encontrados.
Atendiendo a los elementos craneales y postcraneales Homotherium latidens se caracteriza como un félido moderadamente corredor, con un cuello largo dotado de una poderosa musculatura, que permitió que desarrollara el ataque sobre presas de gran tamaño con gran precisión y fuerza.
Los variados yacimientos encontrados en Incarcal (provincia de Gerona, España) han proporcionado una completa representación de los elementos de su esqueleto.
En 2020 se encontró un cachorro momificado en Badyarikhskoe, en el noreste de Yakutia (Rusia), perteneciente al Pleistoceno Superior. El estudio del espécimen parece mostrar diferencias significativas como: la forma inusual y tamaño del hocico y orejas pequeñas, la región del cuello es grande, las extremidades son alargadas y el color oscuro del pelaje, respecto a los cachorros de leones modernos a una edad similar (3 meses).